# Das Mädchen hieß Gesine...
Das Mädchen hieß Gesine... ist eine Erzählung des Kinder- und Jugendbuchautors Karl Neumann um ein deutsches Mädchen, das zum Ende des Zweiten Weltkrieges heimlich einen sowjetischen Kriegsgefangenen unterstützt. Die Erzählung erschien erstmals 1966 im Kinderbuchverlag Berlin und erfuhr bis 1988 insgesamt 15 Auflagen; 1981 gab es eine Ausgabe als Taschenbuch. Es folgten Übersetzungen ins Ukrainische, Mongolische und Estnische, Gesine erschien in Kiew und Ulan-Bator (1970) sowie in Tallinn (1972). Im März 2011 erschien eine Neuauflage im Leipziger Kinderbuchverlag. 1971 gab es auch eine Fernsehverfilmung in der DDR.
Die Erzählung hat einen Umfang von 104 Seiten. Die Handlung folgt – charakteristisch für eine Erzählung – einem geradlinigen Verlauf ohne weitere Gliederung. Erzählt wird in dritter Person aus einer auktorialen Erzählsituation mit einem großen Anteil wörtlicher Rede.
Die Illustrationen zu den Ausgaben stammen von Gertrud Zucker. Die Lektüre ist für Leser von acht Jahren an empfohlen. Die Titelei umfasst auch eine Widmung, in der der Autor sein Werk als „Buch der Freundschaft“ bezeichnet und seiner in Westdeutschland lebenden Nichte widmet.

## Inhalt
Das achtjährige Mädchen Gesine wohnt 1944 mit seinen Eltern in einer Kate auf dem Birkenhof am Rande eines Dorfes. Als ihr bereits als kriegsversehrt heimgeschickter Vater erneut eingezogen wird, erhält der Birkenhof den sowjetischen Kriegsgefangenen Nikolai als Arbeitskraft. Als Gesine den ausgemergelten und verletzten Fremden sieht, empfindet sie Mitleid. Trotz der Warnungen der Erwachsenen, dieser sei gefährlich und der Verachtung durch die merklich militaristisch indoktrinierten Jungen hilft Gesine Nikolai, indem sie ihm Verbandszeug für seine Füße bringt. Der örtliche Gendarm Hornig ermittelt dadurch jedoch Gesines Mutter durch ein aufgesticktes Monogramm und drängt sie, in seinem Haushalt auszuhelfen; um sich Repressalien zu ersparen gibt sie letztlich nach. Gesine begreift nun, dass es gefährlich ist, dem Fremden zu helfen, ohne jedoch zu verstehen warum. Sie versorgt ihn nun heimlich mit Essen, da seine Tagesration für die anstrengende Landarbeit nicht ausreichend ist. Auch erhält er von Gesine ein Paar Schuhe, um die schwere Arbeit nicht barfuß verrichten zu müssen. Nikolai sehnt sich unterdessen nach seiner Heimat und seiner Frau; er legt sich daher einen Vorrat für eine geplante Flucht an.
Als Nikolai den Sohn der Bäuerin rettet, nachdem dieser sich beim Kriegsspiel mit Hitlerjungen aus dem Dorf verletzt hat, und wegen seiner guten Arbeit erhält er fortan von der Bäuerin ausreichend Nahrung. Nach 14 Tagen auf dem Hof entschließt sich Nikolai zur Flucht. Er hinterlässt Gesine eine aus Stroh gebundene Puppe. Als auffällt, dass Nikolai geflohen ist, wird durch den Gendarm und die Hitlerjungen nach ihm gefahndet, allerdings erfolglos. Um die Verantwortung von sich zu weisen, beschuldigt dieser Gesines Mutter, Verbindungen mit dem Gefangenen aufgenommen zu haben, und beweist das mit dem Stofffetzen, auf den ihr Monogramm gestickt ist. Am selben Tag wird Gesines Mutter von der Gestapo verhaftet, Gesine soll in ein Heim, flieht jedoch. Sie geht zum Dorfschuster, der ihr schon einmal geholfen hat. Er fährt Gesine zu seiner Schwester in die Stadt und weist sie an, sich fortan als Christine Lohmann auszugeben. In der ersten Nacht in der Stadt träumt Gesine von einem Kuckuck, der ihr erzählt, dass der Vater heimkehren und die Mutter freikommen wird und dass Nikolai in seine Heimat zurückkehren wird. Der Erzähler versichert, dass die Prophezeiungen des Kuckucks in Erfüllung gegangen sind.

## Verfilmung
Unter dem Namen Gesine verfilmte das Fernsehen der DDR die Erzählung als 85-minütigen Fernsehfilm. Das Drehbuch stammte von Neumann, Rainer Hausdorf führte Regie. Zum Cast gehörten unter anderem Carola Braunbock und Hans-Joachim Hanisch. Die Premiere war am 7. November 1971.